# Colocasia umbrossisima
Colocasia umbrossisima är en fjärilsart som beskrevs av Turati 1921. Colocasia umbrossisima ingår i släktet Colocasia och familjen Pantheidae. Inga underarter finns listade i Catalogue of Life.